# Faneva Imà Andriatsima
Faneva Imà Andriatsima (Antananarivo, 3 de junho de 1984) é um futebolista malgaxe que atua como atacante. Atualmente, está sem clube.

## Carreira
Depois de jogar no AS St-Michel e no USCA Foot ainda na juventude, Andriatsima iniciou a carreira neste último, em 2004. Pela equipe de Antananarivo, foi campeão nacional e da Copa de Madagáscar em 2005, tendo atuado em 60 jogos e marcado 45 gols.
Em 2007, foi contratado pelo Nantes, um dos clubes mais tradicionais da França, mas que disputava na época a Ligue 2 (segunda divisão). Sua estreia pelos Canários foi contra o Sedan, pela Copa da Liga Francesa. Ele atuou em outros 6 jogos (5 pela Ligue 2 e um pela Copa da França) e marcou um gol, também pela Copa da França.
Sem espaço no time, foi emprestado para Cannes, atuando em 16 partidas e fazendo 6 gols. Ainda vinculado ao Nantes, Andriatsima assinou também por empréstimo com o Boulogne, disputando 8 partidas pela Ligue 2.
No futebol francês, defendeu também Amiens, Beauvais, Créteil-Lusitanos, Sochaux, Le Havre e Clermont Foot, vencendo o Championnat National de 2012–13 com o Créteil.
Seus últimos clubes foram Abha, Al-Fayha (ambos da Arábia Saudita) e Al-Hamriyah (Emirados Árabes Unidos), de onde saiu ao final da temporada 2020–21.

## Seleção Malgaxe
O primeiro jogo de Andriatsima pela Seleção Malgaxe foi um amistoso contra a Argélia, em abril de 2003.
Fez parte do elenco que disputou a Copa das Nações Africanas de 2019, a primeira competição oficial disputada pelo país, que só tinha participado da Copa COSAFA e dos Jogos das Ilhas do Oceano Índico, ambos de nível regional. O atacante disputou os 5 jogos da surpreendente campanha dos malgaxes (que chegaram às quartas-de-final, quando foram derrotados por 3 a 0 pela Tunísia), e marcou um gol, no empate em 2 a 2 com a República Democrática do Congo.
Depois da participação na CAN, Andriatsima anunciou sua despedida do futebol de seleções, tendo atuado até então em 47 jogos oficiais por Madagáscar e sendo também o maior artilheiro dos Barea, com 14 gols (empatado com Paulin Voavy). Porém, voltou a vestir a camisa malgaxe em 2021, nas partidas contra Etiópia e Níger, pelas eliminatórias da Copa Africana, mas não conseguiu levar a equipe à competição. Com 49 jogos, é o terceiro jogador com mais partidas disputadas, empatado com Jimmy Radafison e Gervais Randrianarisoa.

## Jogos disputados com a Seleção Malgaxe
| Madagáscar |       |      |
| Ano        | Jogos | Gols |
| 2003       | 1     | 0    |
| 2005       | 1     | 1    |
| 2006       | 3     | 0    |
| 2007       | 5     | 5    |
| 2008       | 4     | 0    |
| 2009       | 0     | 0    |
| 2010       | 2     | 0    |
| 2011       | 0     | 0    |
| 2012       | 1     | 0    |
| 2013       | 0     | 0    |
| 2014       | 2     | 1    |
| 2015       | 4     | 1    |
| 2016       | 3     | 1    |
| 2017       | 5     | 2    |
| 2018       | 6     | 1    |
| 2019       | 10    | 2    |
| 2020       | 0     | 0    |
| 2021       | 2     | 0    |
| Total      | 49    | 14   |

## Títulos
USCA Foot
- Campeonato Malgaxe: 2005
- Copa de Madagáscar: 2005

Créteil-Lusitanos
- Championnat National: 2012–13

### Individuais
- Nomeado para o prêmio de Futebolista Africano do Ano: 2018[7]
- Artilheiro do grupo A das eliminatórias da Copa das Nações Africanas: 2019
- Condecorado com a Ordem Nacional de Madagáscar: 2019[8]